# Gieorgij Zacharow (lotnik)
Gieorgij Niefiodowicz Zacharow (ros. Георгий Нефёдович Захаров, ur. 11 kwietnia?/24 kwietnia 1908 w Starym Siemionkinie w obwodzie samarskim, zm. 6 stycznia 1996 w Moskwie) – radziecki lotnik wojskowy, generał major lotnictwa, Bohater Związku Radzieckiego (1945).

## Życiorys
Urodził się w rodzinie chłopskiej. Po śmierci rodziców w 1920 został robotnikiem rolnym, w 1930 skończył technikum rolnicze, później pracował w sowchozie, od 1929 należał do WKP(b). Od 1930 służył w Armii Czerwonej, w 1933 ukończył wojskową szkołę lotników w Stalingradzie, a w 1934 kursy dowódców kluczy, był starszym lotnikiem i dowódcą klucza w 109 eskadrze 36 lotniczej brygady myśliwskiej w Kijowskim Okręgu Wojskowym. Od października 1936 do kwietnia 1937 uczestniczył w wojnie domowej w Hiszpanii, 4 listopada 1936 wykonał samolotem I-15 swój pierwszy lot bojowy nad Madrytem. W tej wojnie strącił osobiście 6 samolotów armii frankistowskiej i 4 w grupie. W czerwcu 1937 został dowódcą eskadry w Kijowskim Okręgu Wojskowym, później w Leningradzkim Okręgu Wojskowym, od listopada 1937 do września 1939 brał udział w wojnie chińsko-japońskiej, podczas której wykonał 20 lotów bojowych i strącił 3 japońskie samoloty. Po powrocie dowodził Siłami Wojskowo-Powietrznymi Syberyjskiego Okręgu Wojskowego, w 1940 skończył kursy przy Akademii Sztabu Generalnego Armii Czerwonej, 4 czerwca 1940 otrzymał stopień generała majora lotnictwa i w listopadzie 1940 został dowódcą 43 Lotniczej Dywizji Myśliwskiej Sił Wojskowo-Powietrznych Zachodniego Specjalnego Okręgu Wojskowego, od 22 czerwca 1941 brał udział w wojnie z Niemcami; pierwszego dnia wojny strącił 2 niemieckie samoloty. Uczestniczył w walkach obronnych na Białorusi, bitwie pod Smoleńskiem i bitwie pod Moskwą, w listopadzie 1941 został mianowany naczelnikiem Zabajkalskiej Wojskowej Lotniczej Szkoły Pilotów w Ułan Ude, a w kwietniu 1942 naczelnikiem szkoły lotniczej w Taszkencie. W grudniu 1942 wrócił na front jako dowódca 303 Lotniczej Dywizji Myśliwskiej, brał udział w operacji orłowskiej, smoleńskiej, newelsko-gorodokskiej, witebsko-orszańskiej, białoruskiej, nadbałtyckiej i wschodniopruskiej. Do kwietnia 1945 wykonał 153 loty bojowe, wziął udział w 48 walkach powietrznych, w których strącił 10 samolotów wroga. W 1950 ukończył Wyższą Akademię Wojskową im. Woroszyłowa, później m.in. dowodził dywizją lotniczą na Dalekim Wschodzie, w październiku 1960 zakończył służbę wojskową. Otrzymał honorowe obywatelstwo Paryża. Jego imieniem nazwano ulicę w jego rodzinnej wsi.

## Odznaczenia
- Złota Gwiazda Bohatera Związku Radzieckiego (19 kwietnia 1945)
- Order Lenina (dwukrotnie – 1945 i 1955)
- Order Czerwonego Sztandaru (czterokrotnie, m.in. 2 stycznia 1937 i 17 lipca 1937)
- Order Kutuzowa I klasy (3 lipca 1944)
- Order Aleksandra Newskiego (31 sierpnia 1943)
- Order Wojny Ojczyźnianej I klasy (11 marca 1985)
- order Czerwonej Gwiazdy (dwukrotnie)
- Medal „Za zasługi bojowe” (3 listopada 1944)
- Medal „Za zdobycie Królewca”
- Medal „Za zdobycie Berlina”
- Oficer Legii Honorowej (Francja, 1944)
- Krzyż Wojenny (Francja)

I medale.